# ريتشارد أوين ويليامز
ريتشارد أوين وليامز هو رجل أعمال سابق في وول ستريت اختير ليحل محل تشارلز لام شيرر رئيسا للجامعة ترانسيلفانيا في 14 أبريل 2010. حيث تولى منصبه في 1 أغسطس 2010.